# Сила тяжести

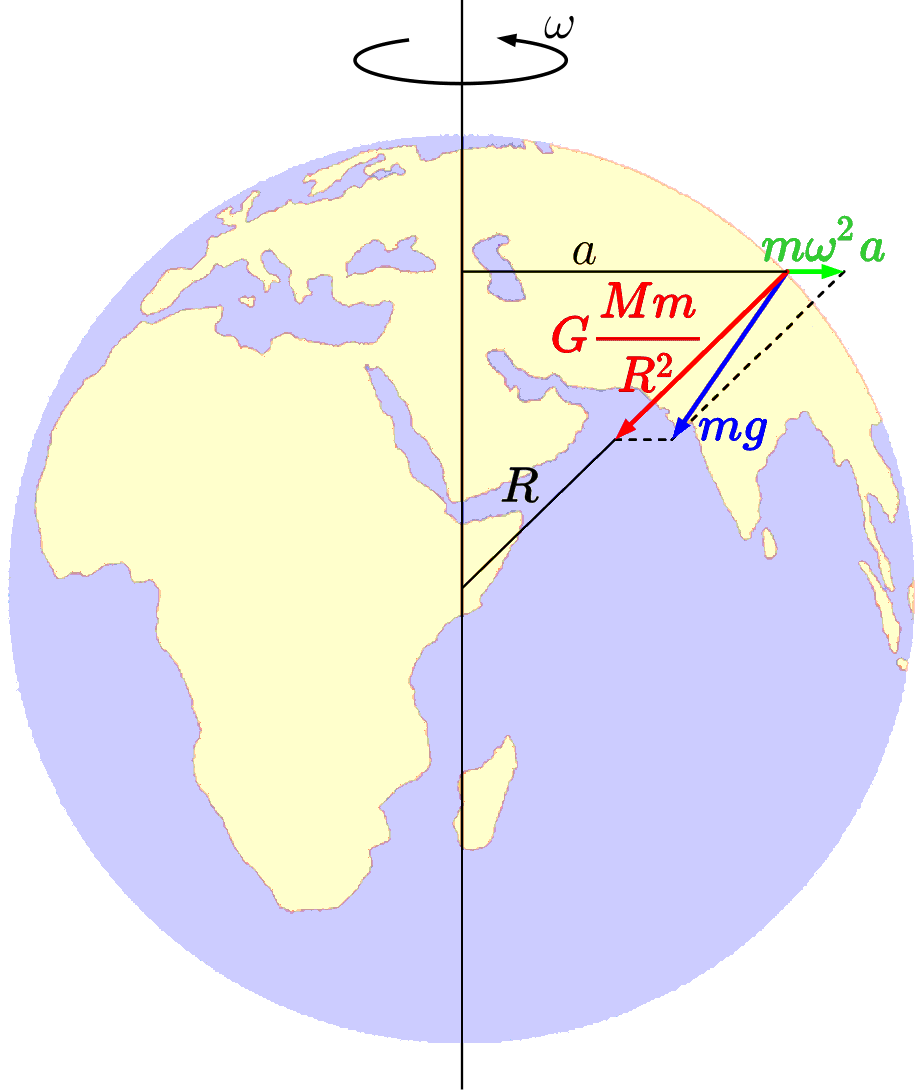
Cила тяжести mg складывается из гравитационного притяжения планеты GMm/R^{2} и центробежной силы инерции mω^{2}a.

Си́ла тя́жести — сила, действующая на любое физическое тело вблизи поверхности астрономического объекта (планеты, звезды) и складывающаяся из силы гравитационного притяжения этого объекта и центробежной силы инерции, вызванной его суточным вращением.
Прочие приложенные к телу силы — такие как силы Кориолиса при движении по поверхности планеты и Архимеда при наличии атмосферы или жидкости — в силу тяжести не включаются.
В большинстве практических случаев анализируется сила тяжести вблизи Земли. Для неё величина центробежной силы составляет доли процента от величины гравитационной и иногда игнорируется.
Сила тяжести {\displaystyle {\vec {P}}}, действующая на материальную точку массой {\displaystyle m}, вычисляется по формуле
{\displaystyle {\vec {P}}=m{\vec {g}}},
где {\displaystyle {\vec {g}}} — ускорение свободного падения. Сила тяжести является консервативной. Она сообщает любому телу, независимо от его массы, ускорение {\displaystyle {\vec {g}}}. Значение {\displaystyle g} диктуется параметрами (массой {\displaystyle M}, размерами, скоростью вращения {\displaystyle \omega }) планеты или звезды и координатами на её поверхности.
Если в пределах протяжённого тела поле тяжести приблизительно однородно, то равнодействующая сил тяжести, действующих на элементы этого тела, приложена к центру масс тела.

## История
Личности, внёсшие исторический вклад в развитие представлений о силе тяжести:
Аристотель объяснял силу тяжести движением тяжёлых физических стихий (земля, вода) к своему естественному месту (центру Вселенной внутри Земли), причём скорость тем больше, чем ближе тяжёлое тело к нему.
Архимед рассмотрел вопрос о центре тяжести параллелограмма, треугольника, трапеции и параболического сегмента. В сочинении «О плавающих телах» Архимед доказал закон гидростатики, носящий его имя.
Иордан Неморарий в сочинении «О тяжестях» при рассмотрении грузов на наклонной плоскости разлагал их силы тяжести на нормальную и параллельную наклонной плоскости составляющие, был близок к определению статического момента.
Стевин экспериментально определил, что тела разных масс падают с одинаковым ускорением, установил теоремы о давлении жидкости в сосудах (давление зависит только от глубины и не зависит от величины, формы и объёма сосуда) и о равновесии грузов на наклонной плоскости (на наклонных плоскостях равной высоты силы, действующие со стороны уравновешивающихся грузов вдоль наклонных плоскостей, обратно пропорциональны длинам этих плоскостей). Доказал теорему, согласно которой в случае равновесия центр тяжести однородного плавающего тела должен находиться выше центра тяжести вытесненной жидкости.
Галилей экспериментально исследовал законы падения тел (ускорение не зависит от веса тела), колебаний маятников (период колебаний не зависит от веса маятника) и движения по наклонной плоскости.
Гюйгенс создал классическую теорию движения маятника, оказавшую значительное влияние на теорию тяготения.
Декарт разработал кинетическую теорию тяготения, объяснявшую силу тяжести взаимодействием тел с небесным флюидом, выдвинул гипотезу о зависимости силы тяжести от расстояния между тяжёлым телом и центром Земли.
Ньютон из равенства ускорений падающих тел и второго закона Ньютона сделал вывод о пропорциональности силы тяжести массам тел и установил, что сила тяжести является одним из проявлений силы всемирного тяготения. Для проверки этой идеи он сравнил ускорение свободного падения тел у поверхности Земли с ускорением Луны на орбите, по которой она движется относительно Земли.
Эйнштейн объяснил факт равенства ускорений падающих тел независимо от их массы (эквивалентность инертной и тяжёлой массы)
как следствие принципа эквивалентности равномерно ускоренной системы отсчёта и системы отсчёта, находящейся в гравитационном поле.

## Сила тяжести в различных ситуациях

### Сферически симметричный небесный объект
В соответствии с законом всемирного тяготения, модуль силы гравитационного притяжения {\displaystyle {\vec {F}}}, действующей на материальную точку на поверхности астрономического объекта со сферически симметричным распределением массы по объёму, определяется соотношением
{\displaystyle F=Gm{M \over R^{2}}},
где {\displaystyle G} — гравитационная постоянная, равная 6,67384(80)·10−11 м3·с−2·кг−1, {\displaystyle R} — радиус астрономического тела, {\displaystyle M} — его масса, {\displaystyle m} — масса материальной точки. Сила гравитационного притяжения направлена к центру тела.
Модуль центробежной силы инерции {\displaystyle {\vec {Q}}}, действующей на материальную точку, задаётся формулой
{\displaystyle Q=m\omega ^{2}a},
где {\displaystyle a} — расстояние между частицей и осью вращения рассматриваемого астрономического объекта, {\displaystyle \omega } — угловая скорость его вращения. Центробежная сила инерции перпендикулярна оси и направлена от неё.
Сила тяжести вычисляется по теореме косинусов:
{\displaystyle P=(F^{2}+Q^{2}-2FQ\cos \varphi )^{1/2}}.
Здесь {\displaystyle \varphi } — «широта» места на планете или звезде, для которого производится расчёт.

### Планеты Солнечной системы в шаровом приближении
Приближённо, Солнце и планеты Солнечной системы можно рассматривать как сферически симметричные астрономические объекты, а при грубом вычислении {\displaystyle P} брать широту {\displaystyle \varphi } = 450 («посредине»). Сравнение силы тяжести, оцененной в таком приближении, на поверхностях ряда планет представлено в таблице. За единицу принята сила тяжести на Земле.
| Земля  | 1,00  | Солнце   | 27,85       |
| Луна   | 0,165 | Меркурий | 0,375—0,381 |
| Венера | 0,906 | Марс     | 0,394       |
| Юпитер | 2,442 | Сатурн   | 1,065       |
| Уран   | 0,903 | Нептун   | 1,131       |

В условиях Земли и других планет, поправки, вносимые общей теорией относительности в закон всемирного тяготения, крайне малы (модуль гравитационного потенциала на поверхности Земли, равный половине квадрата второй космической скорости {\displaystyle v_{II}}, крайне мал по сравнению с квадратом скорости света: {\displaystyle v_{II}^{2}/2c^{2}\sim 10^{-10}}).

### Планета Земля с учётом особенностей её формы
Форма Земли (геоид) отличается от строго шарообразной и близка к сплюснутому эллипсоиду.
Соответственно, в более точном, чем шаровое, приближении, сила гравитационного притяжения, действующая на материальную точку массой {\displaystyle m}, определяется выражением
{\displaystyle {\vec {F}}({\vec {r}})=Gm\int \limits _{V}\!{\frac {{\vec {r}}-{\vec {r}}'}{|{\vec {r}}-{\vec {r}}'|^{3}}}\,\rho ({\vec {r}}')\mathrm {d} V'},
где {\displaystyle \rho ({\vec {r}}'){d}V'=dM} — элемент массы Земли ({\displaystyle \rho } — плотность), {\displaystyle {\vec {r}}} и {\displaystyle {{\vec {r}}'}} — радиус-векторы точки измерения и элемента массы Земли соответственно. Интегрирование выполняется по всему объёму Земли.
В векторной форме выражение для центробежной силы инерции можно записать в виде
{\displaystyle {\vec {Q}}({\vec {r}})=m\omega ^{2}{{\vec {a}}_{0}({\vec {r}})}},
где {\displaystyle {{\vec {a}}_{0}}} — вектор, перпендикулярный оси вращения и проведённый от неё к точке измерения.
Сила тяжести является суммой {\displaystyle {\vec {F}}} и {\displaystyle {\vec {Q}}}:
{\displaystyle {\vec {P}}={\vec {F}}+{\vec {Q}}.}
Сила тяжести вблизи поверхности Земли зависит от широты места {\displaystyle \varphi } и высоты {\displaystyle H} над уровнем моря. Широтное изменение {\displaystyle {\vec {P}}} связано как с отклонением формы Земли от шарообразной, так и с наличием центробежной силы. Приблизительное выражение для абсолютной величины силы тяжести в системе СИ имеет вид
{\displaystyle P=9{,}780318(1+0{,}005302\sin \varphi -0{,}000006\sin ^{2}2\varphi )m-0{,}000003086Hm.}
Угол {\displaystyle \alpha } между силой тяжести {\displaystyle {\vec {P}}} и силой гравитационного притяжения к Земле {\displaystyle {\vec {F}}} равен:
{\displaystyle \alpha \approx 0{,}0018\sin {2\varphi }}.
Он изменяется в пределах от нуля (на экваторе, где {\displaystyle \varphi =0^{\circ }} и на полюсах, где {\displaystyle \varphi =90^{\circ }}) до {\displaystyle 0{,}0018} рад или {\displaystyle 6'} (на широте {\displaystyle 45^{\circ }}).
Дополнительно, можно учесть эффект притяжения Луны и Солнца (искусственно введя временные изменения гравитационного поля Земли, то есть добавки к {\displaystyle {\vec {F}}}), несмотря на его малость.

## Статика и динамика тела в поле тяжести Земли

### Устойчивость тела в поле силы тяжести
Для тела в поле силы тяжести, опирающегося на одну точку (например, при подвешивании тела за одну точку или помещении шара на плоскость) для устойчивого равновесия необходимо, чтобы центр тяжести тела занимал наинизшее положение по сравнению со всеми возможными соседними положениями.
Для тела в поле силы тяжести, опирающегося на несколько точек (например, стол) или на целую площадку (например, ящик на горизонтальной плоскости) для устойчивого равновесия необходимо, чтобы вертикаль, проведённая через центр тяжести, проходила внутри площади опоры тела. Площадью опоры тела называется контур, соединяющий точки опоры или внутри площадки, на которую опирается тело.

### Потенциальная энергия поднятого над Землёй тела
Потенциальная энергия поднятого над Землёй тела может быть найдена как взятая с обратным знаком работа силы тяжести при перемещении тела с поверхности Земли в данное положение. Если пренебречь центробежной силой и считать Землю шаром, эта энергия равна:
{\displaystyle E_{p}=GmM\left({\frac {1}{R_{e}}}-{\frac {1}{R}}\right)},
где {\displaystyle G} — гравитационная постоянная, {\displaystyle M} — масса Земли, {\displaystyle m} — масса тела, {\displaystyle R_{e}} — радиус Земли, {\displaystyle R} — расстояние от тела до центра Земли.
При удалении тела от поверхности Земли на небольшие, по сравнению с {\displaystyle R_{e}}, расстояния поле тяготения можно считать однородным, а ускорение свободного падения постоянным. В этом случае при подъёме тела массой {\displaystyle m} на высоту {\displaystyle h} от поверхности Земли сила тяжести совершает работу {\displaystyle A=-mgh}. Поэтому потенциальная энергия тела составляет {\displaystyle E_{p}=mgh}, если за нуль энергии взята энергия на поверхности планеты. Тело, находящееся на глубине {\displaystyle h} от поверхности Земли, обладает отрицательным значением потенциальной энергии {\displaystyle E_{p}=-mgh}.

### Движение тел под действием силы тяжести Земли
В случае, когда модуль перемещения тела намного меньше расстояния до центра Земли, можно считать силу тяжести постоянной, а движение тела равноускоренным. Если начальная скорость тела отлична от нуля и её вектор направлен не по вертикали, то под действием силы тяжести тело движется по параболической траектории.
При бросании тела с некоторой высоты параллельно поверхности Земли дальность полёта увеличивается с ростом начальной скорости. При больших значениях начальной скорости для вычисления траектории тела необходимо учитывать шарообразную форму Земли и изменение направления силы тяжести в разных точках траектории.
При некотором значении скорости, называемом первой космической скоростью, тело, брошенное по касательной к поверхности Земли, под действием силы тяжести при отсутствии сопротивления со стороны атмосферы может двигаться вокруг Земли по окружности, не падая на Землю. При скорости, превышающую вторую космическую скорость, тело уходит от поверхности Земли в бесконечность по гиперболической траектории. При скоростях, промежуточных между первой и второй космическими, тело движется вокруг Земли по эллиптической траектории.

## Глобальная роль силы тяжести в природе

### В эволюции строения планет и звёзд
Сила тяжести играет огромную роль в процессах эволюции звёзд. Для звёзд, находящихся на этапе главной последовательности своей эволюции, сила тяжести является одним из важных факторов, обеспечивающих условия, необходимые для термоядерного синтеза. На заключительных этапах эволюции звёзд, в процессе их коллапса, благодаря силе тяжести, не скомпенсированной силами внутреннего давления, звёзды превращаются в нейтронные звёзды или чёрные дыры.
Сила тяжести важна для формирования внутренней структуры планет, включая Землю, и тектонической эволюции их поверхностей. Чем больше сила тяжести, тем большая масса метеоритного материала выпадает на единицу поверхности планеты. За время существования Земли её масса существенно увеличилась благодаря силе тяжести: ежегодно на Землю оседает 30-40 млн тонн метеоритного вещества, в основном в виде пыли, что значительно превышает рассеяние лёгких компонентов верхней атмосферы Земли в космосе.
Потенциальная энергия перемещаемых тектоническими процессами масс горных пород тратится на перемещение продуктов разрушения горных пород с повышенных участков поверхности на нижерасположенные.

### В создании условий для жизни на Земле
Сила тяжести чрезвычайно значима для жизни на Земле. Только благодаря ей у Земли есть атмосфера. Вследствие силы тяжести, действующей на воздух, существует атмосферное давление.
Без потенциальной энергии силы тяжести, непрерывно переходящей в кинетическую, круговорот вещества и энергии на Земле был бы невозможен.
При испарении воды с поверхности Земли энергия солнечной радиации трансформируется в потенциальную энергию водяного пара в атмосфере. Затем при выпадении атмосферных осадков на сушу она переходит при стоке в кинетическую энергию и совершает эрозионную работу в процессе переноса денудационного материала всей суши и делает возможным жизнь органического мира на Земле.
У всех живых организмов с нервной системой есть рецепторы, определяющие величину и направление силы тяжести и служащие для ориентировки в пространстве. У позвоночных организмов, в том числе человека, величину и направление силы тяжести определяет вестибулярный аппарат.
Наличие силы тяжести привело к возникновению у всех многоклеточных наземных организмов прочных скелетов, необходимых для её преодоления. У водных живых организмов силу тяжести уравновешивает гидростатическая сила.
Роль силы тяжести в процессах жизнедеятельности организмов изучает гравитационная биология.

## Применение силы тяжести Земли в технике
Сила тяжести и принцип эквивалентности инертной и гравитационной массы используются для определения масс предметов путём их взвешивания на весах. Сила тяжести используется при отстойной сепарации газовых и жидких смесей, в процессах гравитационного обогащения полезных ископаемых, в некоторых типах часов, в отвесах и противовесах, машине Атвуда, машине Обербека и жидкостных барометрах. Сила тяжести используется на железнодорожном транспорте для скатывания вагонов с уклона на сортировочных горках, на заводах строительных изделий для транспортировки материалов в спускных лотках и спускных трубах.
Точные измерения силы тяжести и её градиента (гравиметрия) используются при исследовании внутреннего строения Земли и при гравиразведке различных полезных ископаемых.

## Методы измерения силы тяжести
Силу тяжести измеряют динамическими и статическими методами. Динамические методы используют наблюдение за движением тела под действием силы тяжести и измеряют время перехода тела из одного заранее определённого положения в другое. Они используют: колебания маятника, свободное падение тела, колебания струны с грузом. Статические методы используют наблюдение за изменением положения равновесия тела под действием силы тяжести и некоторой уравновешивающей её силы и измеряют линейное или угловое смещение тела.
Измерения силы тяжести бывают абсолютными и относительными. Абсолютные измерения определяют полное значение силы тяжести в заданной точке. Относительные измерения определяют разность силы тяжести в заданной точке и некоторого другого, заранее известного значения. Приборы, предназначенные для относительных измерений силы тяжести, называются гравиметрами.
Динамические методы определения силы тяжести могут быть как относительными, так и абсолютными, статические — только относительными.